# العالية (مسلسل)
العالية مسلسل درامي يمني، من اخراج وليد العلفي وتأليف نور ناجي، وإنتاج شركة الجند للدراما، بالمشاركة مع قناة يمن شباب الفضائية. تم تصوير المسلسل في محافظة تعز في عدد من قرى جبل صبر ويعرض في رمضان 1444 هـ على شاشة قناة يمن شباب وقناة التلفزيون العربي 2.

## ملخص القصة
يحاكي المسلسل واقع اليمنيين في عصر الأمامة والظلم الذي كان يقع عليهم، من حيث نهب أموال الشعب اليمني ورزقه إلى محاولة السيطرة عليه وتركيعه، يتعرض المسلسل إلى قصة حب بين ظبية ابنة الشيخ فاضل الذي يمثل الاصالة اليمنية وبين هلال، يستغل الامير هذه القصة لاذلال الشيخ فاضل وتحطيمه. كما يستعرض المطامع والعلاقات الاجتماعية والصراع على السلطة. تدور أحداث المسلسل في إحدى القرى الريفية في اليمن تسمى العالية.

## بطولة
- عامر البوصي (دور قطام)
- قاسم عمر (دور الشيخ فاضل)
- منى الأصبحي (دور عزيزة)
- أحمد عبد الله حسين (دور الحاكم)
- حسام الشراعي (دور هلال)
- أشواق علي (دور ظبية)